# Adalbéron IV de Metz
Pour les articles homonymes, voir Adalbéron.
Adalbéron IV est évêque de Metz entre 1104 et 1115.
En 1103, la mort de l'évêque Poppon, partisan de Rome, est le prétexte à un retournement d'alliance dans le contexte de la querelle des investitures. La cité messine s'allie ainsi au duc Thierry II de Lorraine qui prend le titre de comte de Metz.
Thierry, au nom de Henri IV du Saint-Empire impose Adalbéron sur le siège épiscopal.
Schismatique, Adalbéron est démis en 1115 par le concile de Reims. Il s'ensuit une vacance épiscopale de quelques années.